# Kokopelli
Kokopelli (en català: penyoflautes [pēńofłª'ūtæs], cat. occ. [pąńo'ffłãūt3s]) és conegut com el déu de la fertilitat, entremaliat, remeier i explicador de contes, Kokopelli ha estat font de sorpresa durant els segles i en diferents països. Kokopelli encarna l'autèntic sud-oest americà, d'on data fa al votant de 3000 anys d'antiguitat, quan els primers petròglifs van ser tallats.
Encara que els seus autèntics orígens són desconeguts, aquest flautista i viatger "casanova" és una figura sagrada per a molts nadius del sud-oest americà. La seva figura flautista geperuda ha estat trobada en pintures i gravats en murs de roca i pedres per tot el sud-oest americà.
Hi ha molts mites sobre el famós Kokopelli. Un dels quals és que viatjava de llogaret en llogaret portant el canvi d'hivern a primavera, fonent les neus i portant la pluja per propiciar les collites. Es diu també que la gepa de la seva esquena representava els sacs de llavors i les cançons que portava.
La llegenda també conta que el so de la seva flauta simbolitzava aquest pas d'hivern a primavera. Es deia que la flauta de canya de Kokopelli es podia escoltar en la brisa de primavera, mentre obstaculitza la calidesa estival.
També s'explica que Kokopelli era la font de la concepció humana. La llegenda diu que tot el món ballaria i cantaria durant tota la nit quan escoltessin la Quena de Kokopelli. L'endemà al matí fins i tot les donzelles verges estarien embarassades.
Qualsevol que sigui el veritable significat de Kokopelli, ha estat font d'inspiració musical i dansa, i ha repartit alegria als quals li envoltaven. Fins i tot avui, Kokopelli, amb la seva gepa i la seva flauta, és sempre benvingut en les nostres cases.
Kokopelli és a més un antic déu dels indis d'ètnia hopi de la comunicació poderosa i la fertilitat.